# Теорема відліків Віттекера — Найквіста — Котельникова — Шеннона
Теоре́ма ві́дліків Вітте́кера — На́йквіста — Ше́ннона (теорема відліків) свідчить, що якщо неперервний сигнал x(t)  має спектр, обмежений частотою Fmax, то його можна однозначно і без втрат відновити за дискретними відліками, узятими з частотою fдискр=2*Fmax, або, по-іншому, за відліками, взятими з періодом Tдискр={\displaystyle {\frac {1}{2\cdot F_{max}}}}.
Теорему відліків можна сформулювати обернено:
Для того, щоб відновити сигнал за його відліками без втрат, необхідно, щоб частота дискретизації була хоча б удвічі більшою за максимальну частоту первинного неперервного сигналу. Fд ≥ 2Fmax.
Теорема відліків розглядає ідеальний випадок, коли сигнал почався нескінченно давно й ніколи не закінчиться, а також не має в часовій характеристиці точок розриву. Саме це означає поняття «спектр, обмежений частотою Fmax».
Реальні сигнали скінченні в часі і, звичайно, мають у часовій характеристиці розриви, відповідно їхній спектр нескінченний. У такому випадку повне відновлення сигналу неможливе і з теореми відліків випливають 2 наслідки:
- Будь-який аналоговий сигнал можна відновити з якою завгодно точністю за його дискретними відліками, взятими з частотою {\displaystyle f\;>\;2\Omega }, де {\displaystyle \Omega \;} — максимальна частота, якою обмежений спектр реального сигналу.
- Якщо максимальна частота в сигналі перевищує половину частоти дискретизації, то способу відновити сигнал з дискретного в аналоговий без спотворення не існує.

Теорему сформулював Гаррі Найквіст 1928 року в праці «Certain topics in telegraph transmission theory».Теорема є однією з основоположних тверджень у теорії й техніці цифрового зв'язку.

## Публікації
- H. Nyquist, "Certain topics in telegraph transmission theory, " Trans. AIEE, vol. 47, pp. 617—644, Apr. 1928.
- C. E. Shannon, "Communication in the presence of noise, " Proc. Institute of Radio Engineers, vol. 37, no.1, pp. 10—21, Jan. 1949.